# 青岛中学
青岛中学是位于中国山东省青岛市城阳区的一所学校，其办学目的为探索中国非营利K–12教育模式，及满足红岛周边地区对优质教育资源的需求。

## 历史

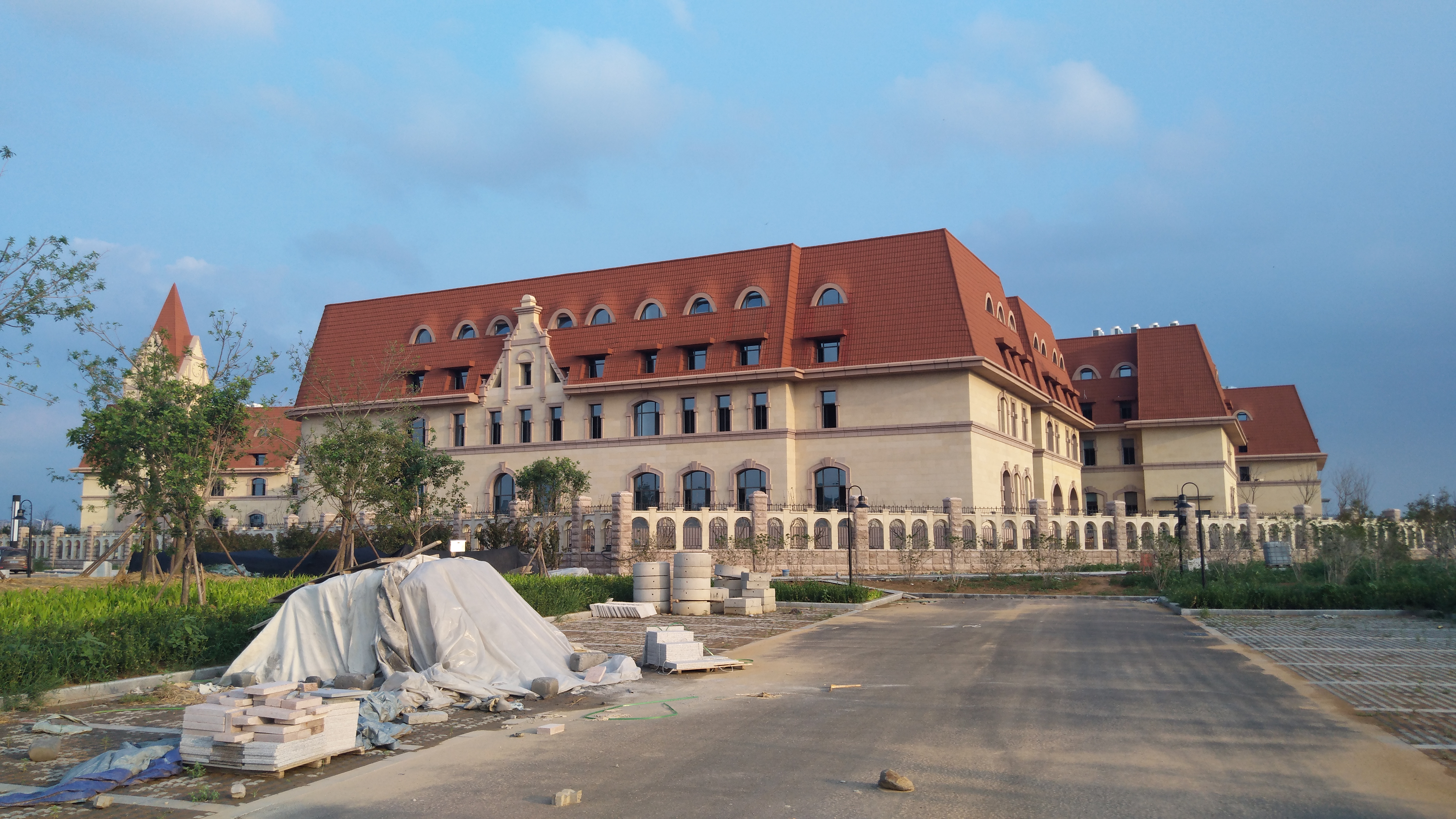
青岛中学

青岛中学是在青岛高新技术产业开发区管理委员会、青岛市教育局及社会各界的共同支持下成立的国内首所混合制、非营利性民办学校。学校实行小学至高中“十二年一贯制”的课程体系。学校计划于2017年9月正式招收新生。

## 地理位置
学校位于红岛经济区华中路111号，东面与伊甸园（规划）隔河而望，东南方向面对胶州湾，北面靠近火炬路，西面为华中路，目前还没有公交线路从门口经过。

## 班级划分

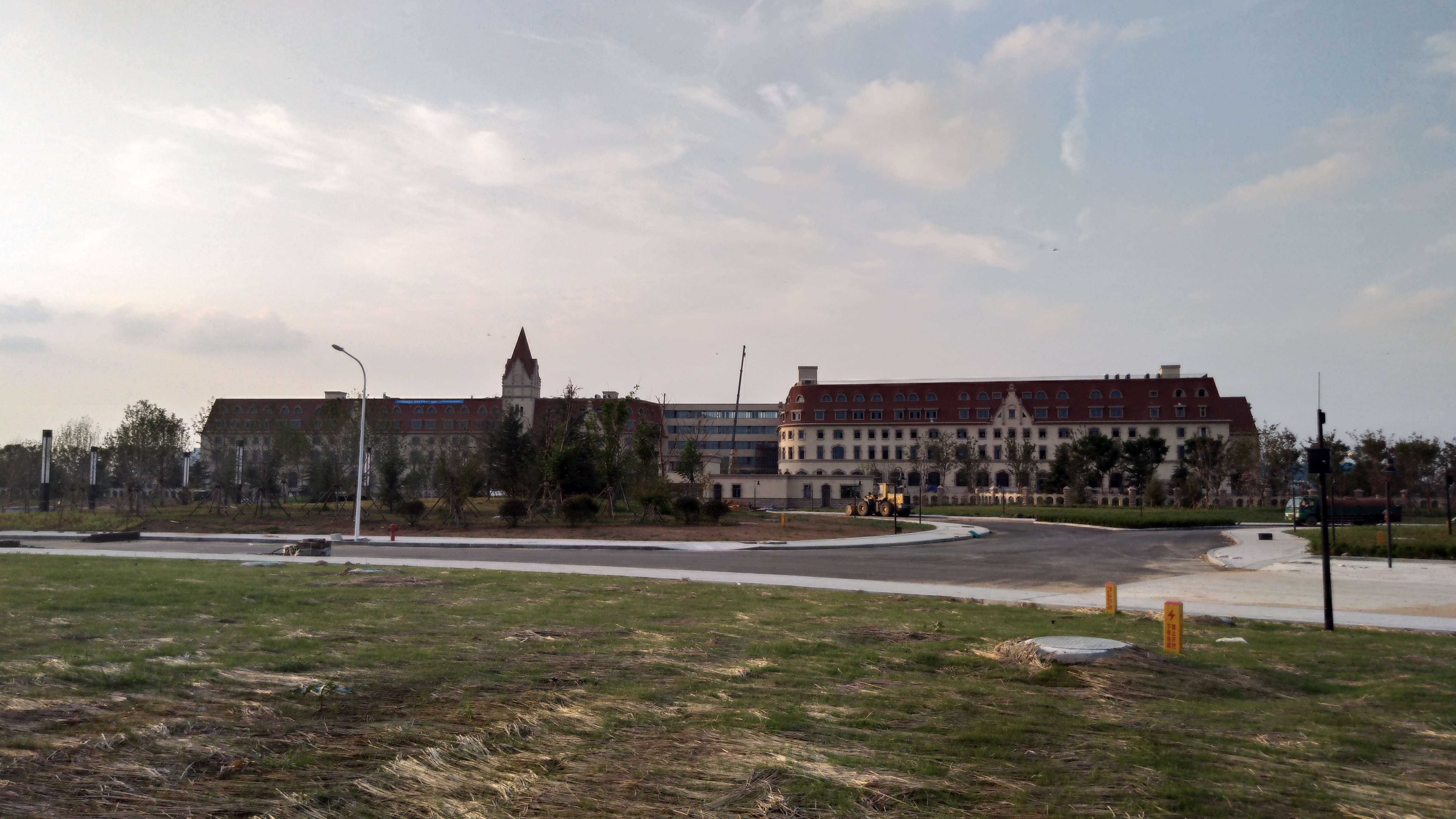
青岛中学

学校共设204个班，其中中学部有120个班、九年一贯制部有72个班、幼儿园有12个班，全部采用小班化教学，每个班的人数在16至25人。学校总共可容纳学生5000余人，其中，中学部容纳3000人、九年一贯制部1800人、幼儿园360人。

## 招生范围
学校面向全青岛市全域招收具有户籍或学籍的学生。其中，一年级招收有青岛市户籍的适龄儿童及符合入学条件的外来务工就业人员子女。二年级及以上招收具有青岛市学籍的学生。一至五年级可选寄宿或走读，六年级和九年级实行寄宿。

## 基础设施
总投资约19.6亿元，用地约473亩，总建筑面积约26万平方米。青岛中学项目包括三部分：一是与北京十一学校合作进行混合制办学的青岛中学；二是九年一贯制的公办学校青岛实验学校；三是公办幼儿园。